# Batidor (soldado)
Se llama batidor o explorador a un soldado de infantería o caballería destinado a reconocer el terreno. 
El batidor bate o reconoce la campaña al descubierto delante de la tropa para darle aviso de la proximidad del enemigo. En tiempo de los Reyes Católicos ya tenía  este nombre el soldado que hacía el servicio de descubiertas. 